# Axel Merckx
Axel Merckx (født 8. august 1972 i Uccle) er en belgisk tidligere cykelrytter. Han er søn af den femdobbelte Tour de France-vinder Eddy Merckx og Claudine Acou.
Axel Merckx blev professionel cykelrytter i 1993. Han cyklede først for Team Telekom, og gik i 1995 over til Motorola-holdet, der han blandt andet havde Lance Armstrong som holdkammerat. Han har været på flere hold før han i 2007 skiftede til T-Mobile Team.
Axel Merckx regnes som specialist på de bakkede bjerge. De største succeser oplevede han i 2000, da han blev belgisk mester i landevejsløb, og vandt 8. etape i Giro d'Italia.
Merckx deltog i OL 2000 i Sydney i landevejsløbet, hvor han blev nummer tolv. Ved OL 2004 i Athen fik han bronzemedalje i landevejsløbet efter italieneren Paolo Bettini og portugiseren Sergio Paulinho. Disse tre stak sammen med tyske Erik Zabel af fra feltet på sidste omgang, og Bettini og Paulinho slap kort før mål fri af denne gruppe og fordelte guld og sølv mellem sig. Merckx satte efter dem, men nåede ikke frem; til gengæld fik han akkurat nok forspring til at sikre sig bronze otte sekunder efter Bettini og fire sekunder foran feltet med Zabel i spidsen.
Ved Tour de France 2007 blev han nr. to på den 18. etape. Han var kommet med i et firemandsudbrud tidligt på etapen, og der var ingen store sprintere med i udbruddet, så han havde gode muligheder for at vinde, men desværre for ham blev Sandy Casar for stærk. For at tage lidt af presset af Linus Gerdemann og Kim Kirchen blev han udnævnt til kaptajn for T-Mobile efter at Michael Rogers måtte udgå. 
Sin bedste placering sammenlagt i Touren fik han i 1998, da han blev nr. 10.
Han stoppede sin karriere lige efter Tour de France 2007.